# Kileanivka, Litîn
Kileanivka (în ucraineană Кільянівка) este un sat în comuna Birkiv din raionul Litîn, regiunea Vinnița, Ucraina.

## Demografie
Componența lingvistică a localității Kileanivka
     Ucraineană (97,78%)
Conform recensământului din 2001, majoritatea populației localității Kileanivka era vorbitoare de ucraineană (97,78%), existând în minoritate și vorbitori de alte limbi.